# جکی بستال
جکی بستال (به انگلیسی: Jackie Bestall) بازیکن فوتبال زادهٔ ۲۴ ژوئن ۱۹۰۰ اهل انگلستان بود که سابقهٔ بازی در تیم ملی فوتبال انگلستان را در کارنامهٔ خود دارد. وی در تاریخ ۶ فوریه ۱۹۳۵ تنها بازی ملی خود را در مقابل تیم ملی فوتبال ایرلند شمالی انجام داد.